# Canterbury Castle
Canterbury Castle ist eine Burgruine in Canterbury in der englischen Grafschaft Kent. Sie befindet sich an der Stadtmauer, etwa 5 Minuten Fußweg von der East Station und dem zentralen Omnibusbahnhof der Stadt. English Heritage hat die Ruine als historisches Bauwerk I. Grades gelistet.

## Geschichte
Canterbury Castle war eine der drei originalen königlichen Burgen in Kent, wobei die anderen beiden Rochester Castle und Dover Castle waren. Sie wurden alle drei bald nach der Schlacht bei Hastings an der alten, römischen Hauptstraße von Dover nach London errichtet. Die war der Weg, den Wilhelm der Eroberer im Oktober 1066 nahm und die drei Burgen wurden ursprünglich als Motten errichtet, um diese wichtige Route überwachen zu können.
In der Normannischen Zeit wurde eine hölzerne Motte errichtet – heute noch sichtbar als Mound in den Dane John Gardens in der Nähe der heutigen steinernen Burgruine. Dieser Mound könnte auch ein früherer römischer Grabhügel gewesen sein. Der Name „Dane John“ ist von dem Wort „Donjon“ abgeleitet. Canterbury Castle wird im Domesday Book erwähnt. Dane John war einer von vier Hügeln eines römischen Friedhofs. Die römische Mauer bildete eine Seite ihrer rechteckigen Vorburg. Im Jahr 1166 wurde die Vorburg nach Osten erweitert. Es gab im Norden ein Tor zur Stadt und im Süden eines zu den Feldern. Der Bergfried in Canterbury gilt als eines der frühesten seiner Art in England und wurde um 1080 erbaut.
Der große, steinerne Donjon wurde größtenteils während der Regentschaft von König Heinrich I. errichtet. Dieser massive Baukörper bedeckt am Fuß eine Grundfläche von etwa 29,4 × 25,5 Meter und war ursprünglich wohl mindestens 24 Meter hoch. Er besteht hauptsächlich aus Feuerstein und Sandsteinbruch. Im 13. Jahrhundert war in der Burg das zentrale Gefängnis der Grafschaft untergebracht. Im ersten Krieg der Barone wurde die Burg den einfallenden französischen Truppen überlassen. 1380 baute man ein neues Tor.
Im 19. Jahrhundert wurde Canterbury Castle von einer Gasgesellschaft übernommen und viele Jahre lang als Gaslager genutzt. In dieser Zeit wurde auch das Obergeschoss zerstört.

## Touristenattraktion
Die Burgruine gehört heute der örtlichen Verwaltung und ist das ganze Jahr über öffentlich zugänglich. Sie zählt neben der Kathedrale zu den größten Touristenattraktionen in Canterbury.

Ansichten
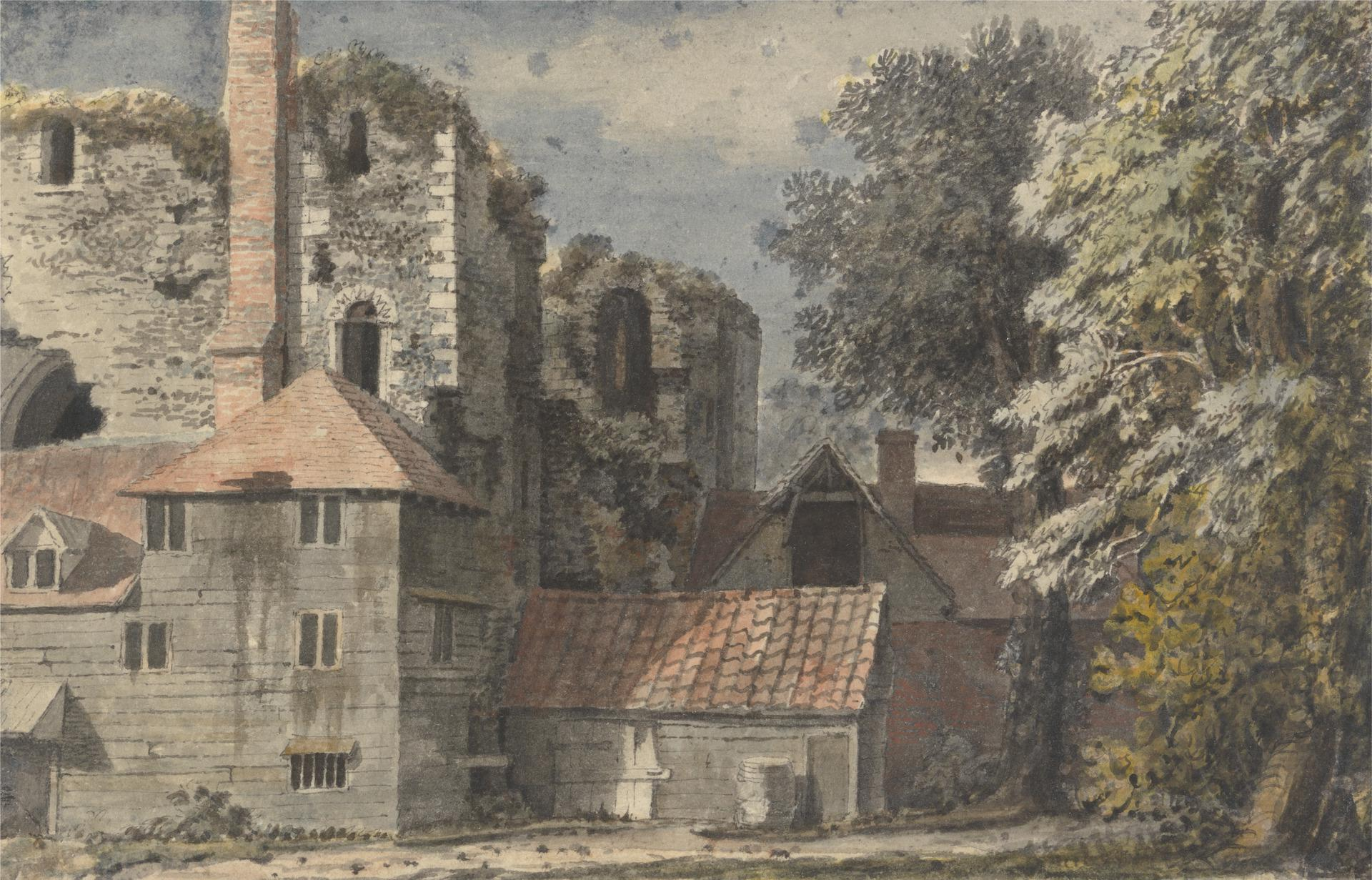
Jonathan Skelton – Canterbury Castle (1757)
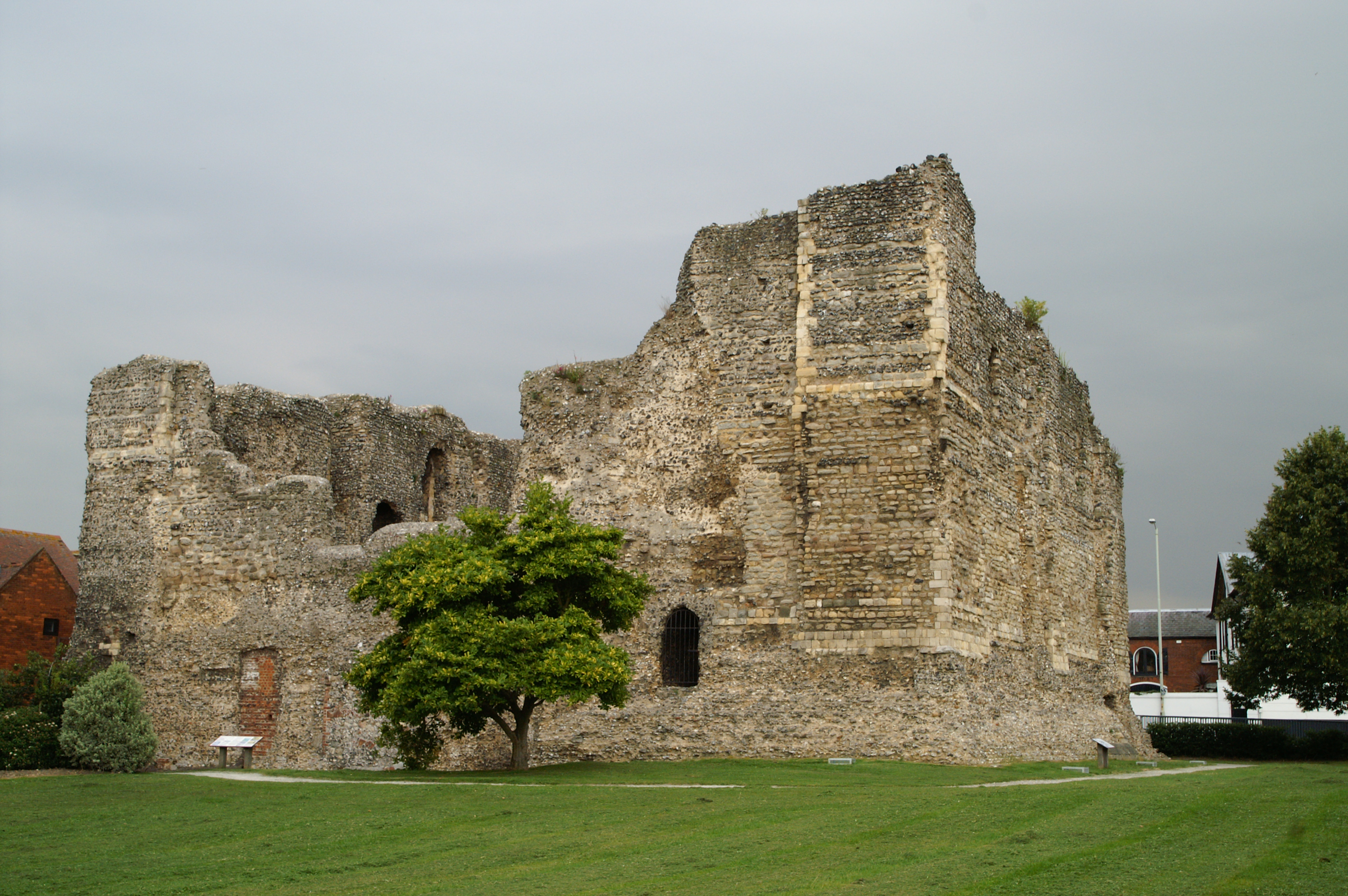
Canterbury Castle, erbaut zwischen 1100 und 1135
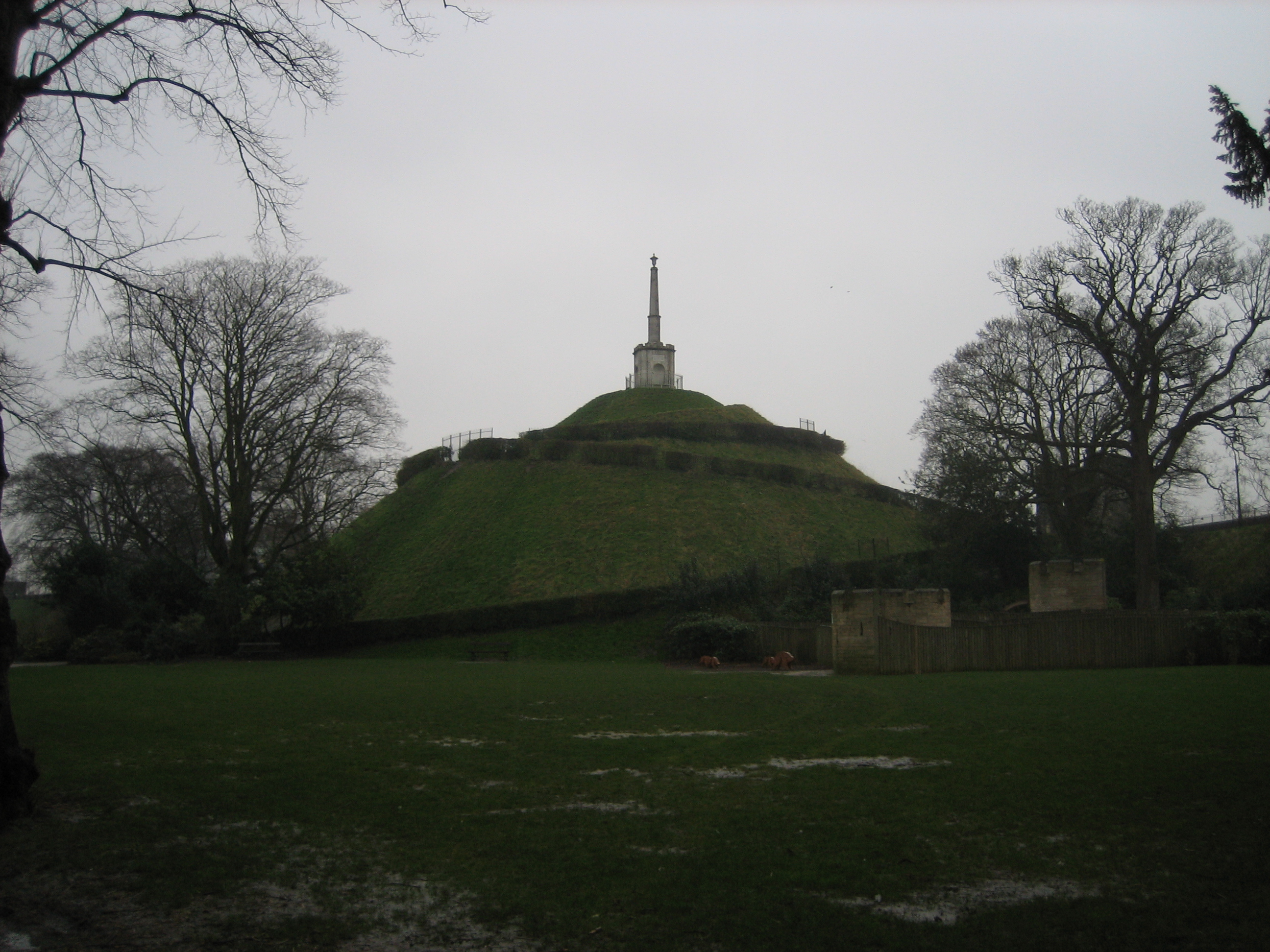
Der Mound in den Dane John Gardens – die vermutliche Motte
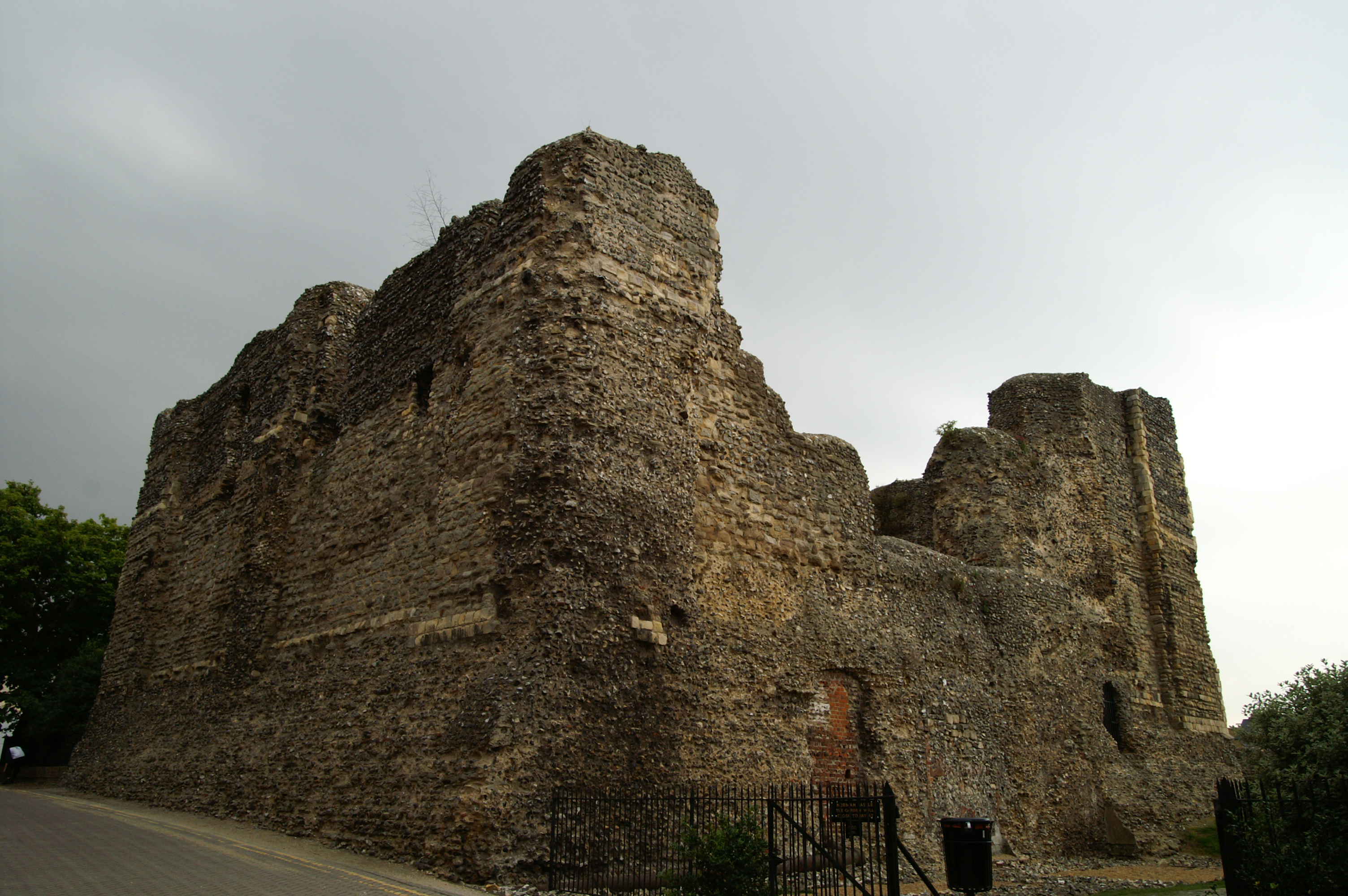
Canterbury Castle